# Sternomoera rhyaca
Sternomoera rhyaca is een vlokreeftensoort uit de familie van de Pontogeneiidae. De wetenschappelijke naam van de soort is voor het eerst geldig gepubliceerd in 1996 door Kuribayashi, Mawatan & Ishimaru.